# Karina Rchichev
Karina Rchichev (* 15. července 2001 Praha) je česká herečka. Její otec pochází z Izraele a matka ze Slovenska, ovšem Karina a její sourozenci se narodili v České republice.

## Život
Herectví se začala aktivně věnovat v roce 2013 ve svých dvanácti letech, kdy získala roli moderátorky v dětském pořadu Wifina pro Českou televizi, ČT :D. Její významnou rolí je Eliška Pokorná ze seriálu Ordinace v růžové zahradě, kde patřila i se svým mladším bratrem Danielem do rodiny Valšíkových (2014–2021). Sourozenci Karina a Daniel Rchichev si spolu zahráli ještě jednou, a to v životopisném dramatu Milada pro Netflix, kde hráli stejnou postavu, dceru Milady Horákové Janu Horákovou, Daniel jako malou a Karina jako 13- a 17letou slečnu.
V roce 2015 hrála v Divadle Na Fidlovačce ve hře Rok na vsi od bratří Mrštíků. O rok později herci z Divadla na Fidlovačce zpívali na charitativním koncertě, kde Karina i s Danielem poprvé zpívali naživo. Dabovala jako menší role v pár filmech, např. Kráska a zvíře a Mikulášovy patálie na prázdninách (2014). Více zkušeností má s dabingem dětských reklam, kde i přezpívala písničky. V patnácti hrála ve vánoční reklamě společnosti Milka, kde hrála s Matyášem Svobodou, se kterým se později opět setkala v Ordinaci v růžové zahradě. Na reklamě se seznámila s herečkou Petrou Bučkovou.
V roce 2017 byla pozvaná s dalšími osobnostmi účinkující pro ČT :D na speciální díl televizního pořadu Bludiště na oslavu jeho 20. narozenin. Soutěžícími spolu s Karinou byli Jan Maxián, Jan Onder, Michaela Maurerová, Oskar Juchelka, Naomi Adachi, Tereza Causidisová a Jan Adámek. V sedmnácti moderovala dětskou sportovní akci, která se každý rok koná v Praze, Karlových Varech, Plzni a Ostravě. Má zkušenosti s moderováním, dabingem, hraním v seriálech, divadle a českých i zahraničních filmech a reklamách.
Karina měla možnost si zahrát po boku známých osobností, např. se Zlatou Adamovskou, Vlastimilem Zavřelem, Danou Batulkovou, Eliškou Balzerovou, Evou Holubovou, Tatianou Dykovou, Ivou Pazderkovou ad. Ze zahraničních herců hrála např. s Vicou Kerekes, Ayelet Zurer, Robertem Gantem a Jamesem Eckhousem.

## Filmografie
| Rok       | Název                                         | Role              |
| --------- | --------------------------------------------- | ----------------- |
| 2013      | American Experience                           | Mollie Garfield   |
| 2013      | Frauen, die Geschichte machten – Jeanne d'Arc | Introvertní dívka |
| 2013–2018 | Wifina                                        | Karina            |
| 2014–2021 | Ordinace v růžové zahradě 2                   | Eliška Pokorná    |
| 2015–2016 | Rok na vsi (Divadlo na Fidlovačce)            | Barunka           |
| 2017      | Milada                                        | Jana Horáková     |
| 2018      | Temný kraj                                    | Kristýna          |
| 2018      | Žalman aneb Naslouchám tichu Země             | Maruška           |
| 2018      | Tátova volha                                  |                   |